# Wu Jianquan
Wu Jianquan (1870-1942) was een beroemde leraar van de Chinese vechtsport tai chi chuan in de late Qing-dynastie en vroege regering van Beiyang. Zijn achternaam is Wu. Hij leerde vechtsporten van zijn vader, Wu Ch'uan-yu, die het op zijn van Yang Lu-ch'an en Yang Pan-hou had geleerd. Wu Jianquan en zijn vader waren van Mantsjoe-afkomst en onder andere officieren van de  cavalerie in de Keizerlijke Brigade. De familie Wu steunde de revolutionaire leider Sun Yat-sen. Wu Jianquan veranderde na 1911 zijn Mantsjoe naam Wujiahala 烏佳哈拉 in de Han naam Wu.
China kampte in de tijd van de vestiging van de regering van Beiyang in 1912 met economische problemen, maar werd ook militair door verschillende vreemde mogendheden belaagd. Het weerbaar maken van de bevolking en het leger door het leren van vechttechnieken werd dan ook populair. Wu Jianquan en zijn collega's Yang Shao-hou, Yang Ch'eng-fu en Sun Lu-t'ang zetten zich er voor in om op nationaal niveau het beoefenen van tai chi chuan in te voeren. Ze gaven in Peking aan zo veel mogelijk mensen les. Dit was voor het eerst dat in deze vechtsport publiek les werd gegeven. Wu Jianquan werd ook gevraagd les te geven aan de lijfwacht van de president en aan leden van de fameuze Chin Woo Athletic Association.
Waar eerst de militaire krijgskunst de focus was van het lesgeven van tai chi chuan veranderde dit naar een focus op de burgermaatschappij. Wu Jianquan veranderde de vorm, zoals hij die van zijn vader had geleerd, enigszins zodat het publiek het gemakkelijker kon leren.
Wu Jianquan verhuisde in 1928 met zijn familie naar Shanghai en richtte in 1935 op de negende verdieping van de Shanghai YMCA de Jianquan Taijiquan Association 鑑泉太極拳社 op met als doel het bevorderen van en lesgeven in zijn eigen stijl van tai chi chuan, sindsdien bekend als de Wu-stijl tai chi chuan. Deze stijl wordt als een van de vijf primaire stijlen in de wereld beschouwd. De andere stijlen zijn Chen-stijl, Yang-stijl, Wu/Hao-stijl en Sun-stijl.
Nakomelingen van Wu Jianquan hebben sindsdien de leiding gehad over de scholen van de Jianquan Taijiquan Association, Wade-Giles: Chien-ch'uan T'ai Chi Ch'uan Association. De oudste zoon Wu Kung-i was in 1942 de eerste opvolger als hoofd van de Wu-familie. De tweede zoon Wu Kung-tsao werd ook een bekende tai chi-meester. Wu Kung-i verhuisde in 1949 het familiehoofdkantoor naar Hongkong waar het nog steeds is, geleid door Wu Jianquan's achterkleinzoon Wu Kuang-yu, met vestigingen in Shanghai, Singapore, Maleisië, Canada, de Verenigde Staten, Engeland en Frankrijk. Enkele van Wu Jianquans leerlingen werden zelf ook bekende leraren, zoals Ma Yueh-liang, Wu T'u-nan and Cheng Wing-kwong. Zijn dochter Wu Yinghua en haar man Ma Yueh-liang leidden de Shanghai Jianquan Taijiquan Association tot hun overlijden in de jaren negentig.